# Thesea reticuloides
Thesea reticuloides är en korallart som beskrevs av Nutting. Thesea reticuloides ingår i släktet Thesea och familjen Plexauridae. Inga underarter finns listade i Catalogue of Life.